# نووودوور (شهرستان رکی)
نووودوور (به لاتین: Nowodwór) یک روستا در لهستان است که در گمینا نووودوور واقع شده‌است. نووودوور ۵۳۹ نفر جمعیت دارد.